# Клайнтенк, Люк
Люк Клайнтенк (англ. Luke Kleintank; род. 18 мая 1990, Цинциннати,Огайо, США) — американский актёр. Наиболее известен благодаря роли Джо Блейка в сериале производства Amazon «Человек в высоком замке».

## Ранние годы
Люк родился в Цинциннати, Огайо. Вместе с семьёй переехал в Гвадалахара,Мексика, когда ему было два года. Он провёл юношеские годы в Стивенсвилл, Мэрилэнд, где он проживал на протяжении 12 лет.
Мать Клайнтенка познакомила его с игрой на сцене. «Она буквально забросила меня в мою первую постановку „Карнавал“. Это сыграло большую роль для меня, — рассказывал Люк. — После этого я понял, что хочу играть на сцене». Он начал сочинять пьесы и исполнять роли в любительском театре. Также принял участие в ряде постановок в годы обучения в школе.

## Карьера
Клайнтенк переехал в Нью-Йорк, чтобы продолжить свою актёрскую карьеру, и дебютировал в 2009 году в небольшой роли в одном из эпизодов телесериала «Закон и порядок: Специальный корпус». В 2010 году он сыграл эпизодическую роль в сериале «Сплетница». В том же году Клайнтенк получил свою первую крупную роль, сыграв роль Ноа Ньюмена в мыльной опере «Молодые и дерзкие»; однако, он ушёл из сериала менее, чем через шесть месяцев.
В 2011 году Клайнтенк присоединился к актёрскому коллективу сериала «Кости», сыграв роль Финна Абернати. Он также появился нескольких эпизодах телесериала «Хорошая жена». В 2015—2018 годах исполнял одну из главных ролей в сериале компании Amazon «Человек в высоком замке».

## Фильмография
| Год       |   | Русское название                    | Оригинальное название              | Роль                           |
| --------- | - | ----------------------------------- | ---------------------------------- | ------------------------------ |
| 2009      | с | Закон и порядок: Специальный корпус | Law & Order: Special Victims Unit  | Грег                           |
| 2009      | с | Милосердие                          | Mercy                              | Джош                           |
| 2010      | с | Родители                            | Parenthood                         | Ховард                         |
| 2010—2011 | с | Молодые и дерзкие                   | The Young and the Restless         | Ноа Ньюмен                     |
| 2010—2011 | с | Сплетница                           | Gossip Girl                        | Эллиот Лейтчер                 |
| 2011      | с | Университет                         | Greek                              | Рилан                          |
| 2011      | с | Необыкновенная семейка              | No Ordinary Family                 | Крис Минор                     |
| 2011      | с | Закон и порядок: Лос-Анджелес       | Law & Order: Los Angeles           | Джесси Бекман                  |
| 2011      | с | C.S.I.: Место преступления Майами   | CSI: Miami                         | Том Грейнджер                  |
| 2011—2014 | с | Кости                               | Bones                              | Финн Абернати                  |
| 2012      | с | Хорошая жена                        | The Good Wife                      | Коннор                         |
| 2013      | с | C.S.I.: Место преступления          | CSI: Crime Scene Investigation     | Джейк                          |
| 2013—2014 | с | Милые обманщицы                     | Pretty Little Liars                | Трэвис Хоббс                   |
| 2013—2015 | с | В поле зрения                       | Person of Interest                 | Калеб Фиппс                    |
| 2014      | ф | Дом призраков                       | Dark House                         | Ник Ди Санто                   |
| 2014      | в | 1000 к 1                            | 1000 to 1: The Cory Weissman Story | Брендон Трилиз                 |
| 2014      | ф | Фантом Гало                         | Phantom Halo                       | Бекетт Эмерсон                 |
| 2015      | ф | —                                   | Sacrifice                          | Хэнк                           |
| 2015      | ф | Макс                                | Max                                | Тайлер Харн                    |
| 2015—2018 | с | Человек в высоком замке             | The Man in the High Castle         | Джо Блейк / Йозеф Хойсманн     |
| 2019      | ф | Полицейский седан                   | Crown Vic                          | Ник Холланд                    |
| 2019      | ф | Щегол                               | The Goldfinch                      | взрослый Платт Барбур          |
| 2019      | ф | Мидуэй                              | Midway                             | лейтенант Кларенс Эрл Дикинсон |